# Windermere Lake, British Columbia
Windermere Lake är en sjö i Kanada.   Den ligger i provinsen British Columbia, i den södra delen av landet, 3 000 km väster om huvudstaden Ottawa. Windermere Lake ligger 800 meter över havet. Arean är 16,3 kvadratkilometer. Den sträcker sig 12,0 kilometer i nord-sydlig riktning, och 7,7 kilometer i öst-västlig riktning.
Följande samhällen ligger vid Windermere Lake:
- Invermere (2 871 invånare)

I omgivningarna runt Windermere Lake växer i huvudsak barrskog. Trakten runt Windermere Lake är nära nog obefolkad, med mindre än två invånare per kvadratkilometer.